# 呼和浩特市第二中學
呼和浩特市第二中学是位于中国内蒙古自治区呼和浩特市的一所自治区重点中学，首批内蒙古自治区示范性普通高中。学校本部位于呼和浩特新城区，2008年新建的东校区位于呼和浩特市赛罕区。是呼和浩特市成绩优秀的重点高中，多名毕业生获得内蒙古高考状元。校训“严谨，求实，团结，奋进”。

## 历史沿革
1942年抗日战争期间，中国第八战区副司令长官兼第二战区北路军总司令傅作义在巴盟杭锦后旗陕坝创办了私立奋斗学校的中学部，以解决部队家属子女入学需求。抗日战争结束后奋斗中学一部分迁至归绥市（今呼和浩特市），国共内战爆发后迁河北张家口、北平。1950年共产党执政后回迁归绥市，1952年由人民政府接管，改名为归绥市第二中学，1954年改为现称。

## 教育教学
现有教职员工291人，百分之二十多的教师拥有硕士学位，近一半的教职员工是共产党员。学校有特级教师3 名，高级教师103 名，全国优秀教师1名，全国教育系统先进工作者1名，自治区优秀教师2名，自治区级教学能手9名（市级26名），自治区级学科带头人10名（市级15名）。近几年，学校高考升学率始终名列自治区前茅，输送到清华、北大的学生平均每年有18人，重点率达到90％以上。自1985年以来，共有14名学生取 得自治区高考文、理科状元。在每年的全国各学科竞赛、科技创新大赛中 我校的获奖人数都名列自治区榜首。
2008年正式启动的东校区和校本部遥空相望，“东西合璧、文理双赢”为其全新形象。两校区占地面积共256亩，建筑面积共104358平方米，有72个教学班，4280名在校学生。多媒体教室，校园电视 台，计算机网络中心，开放式图书馆，机器人实验室，电子阅览室， 美术展览室，舞蹈教室，乒乓球室，多功能体育馆，千人报告厅等。

## 对外交流
学校先后与国外60多所中学建立了校际联系，与日本、美国、德国、澳大利亚等一些国家的学校结为友好学校，与美国俄亥俄州玛瑞埃塔大学、密苏里大学、英国女王大学、普利茅斯等大学签订了友好协议，与日本埼玉县立不动冈高等学校、横滨国际高中、澳大利亚新南威尔士州Macquaric Fields高中结为姊妹学校，与美国西密歇根大学、南方新罕布什尔大学、日本早稻田大学社会科学院也达成了合作意向。

## 荣誉
先后获得“全国教育系统先进集体”、“国家奥林匹克教育示范 校”、“全国体卫工作先进学校”、“全国五四红旗团委”、“教育部 劳动技术教育先进学校”、“全国百所德育科研名校”、“全国外语教 研示范校”、“全国绿色学校”、“内蒙古自治区文明单位标兵”、“内 蒙古自治区普通高中管理先进学校”、“内蒙古自治区科研实验基地”、 “内蒙古自治区德育先进学校”、“内蒙古自治区绿色学校”等荣誉称号。